# 超人特攻隊 (電視劇)
《超人特攻隊》（英語：Misfits of Science）是一部於1985年製作的美國影集。在美國的播映時間為1985年10月到1986年2月，於每週五晚上八點在NBC播映。內容講述一群有超能力的人的冒險故事。台灣台視於1986年8月23日至12月6日間於每週六晚上8:00播放。

## 主要人物
- 班頭小哥（Dr. Billy Hayes，狄恩·保羅·馬丁（英语：Dean Paul Martin）飾），擅長打籃球。演員狄恩保羅馬丁，則為知名好萊塢影星狄恩馬丁之子。
- 矮子（Dr. Elvin "El" Lincoln），發明迅速變小的藥物。
- 電光（Johnny Bukowski），能發出大量的電力，怕水。
- 高妹妹（Gloria Dinallo，柯特妮·考克斯飾），有超能力，可以靠念力移動物體。
- 甜姐（Arthur Beifneiter）

## 劇集列表
- （）內為台視播出時之標題

1. "Pilot"
2. "Your Place or Mayan?" （古墓護寶）
3. "Guess What's Coming to Dinner?"
4. "Lost Link" （憐憫之心）
5. "Sort of Looking for Gina"
6. "Sonar... Yet so Far"
7. "Steer Crazy" （威力老人）
8. "Fumble on the One"
9. "Twin Engines"
10. "Grand Theft Bunny"
11. "Grand Illusion"（自由可貴）
12. "Once Upon a Night"（海空大追逐）
13. "Center of Attention"（反敗為勝）
14. "Against all Oz"（夢與現實）
15. "The Avenging Angel"（復仇天使）
16. "Three Days of the Blender" （還我清白）

## 外部連結
- 超人特攻隊的wiki站
- 台灣電視資料庫[永久]